# Love Bites (chanson de Def Leppard)
Pour les articles homonymes, voir Love bites.
Love Bites est une power ballad du groupe de hard rock britannique Def Leppard, parue sur l'album Hysteria, en 1987,. Le titre fut numéro du hit-parade américain le 8 octobre 1988. Il témoigne de la souffrance d'un homme amoureux qui souffre d'un amour non réciproque.